# جان ايمانويل يوهانسون
جان ايمانويل يوهانسون (بالسويدية: Jan Emanuel Johansson)‏ هو سياسي سويدي، ولد في 2 مايو 1974 في السويد. حزبياً، نشط في حزب العمال الديمقراطي الاشتراكي السويدي. وقد انتخب عضو البرلمان السويدي ‏.